# Jardim Municipal do Funchal
O Jardim Municipal do Funchal, anteriormente designado por Jardim Dona Amélia, localiza-se na cidade do Funchal, na Madeira e possui uma área de 8 300 m². O jardim é circundado pela Avenida Arriaga a sul, pela Rua Ivens a norte, pela Rua Conselheiro José Silvestre Ribeiro a oeste e pela Rua de São Francisco a este.
Durante vários séculos, neste espaço, situava-se o Convento de São Francisco, tendo sido preservado numa das alamedas do jardim um brasão, em mármore, do século XVII com as armas dos Franciscanos e de Portugal.
A construção do jardim teve início em agosto de 1880, sendo que as primeiras plantas foram trazidas de Paris e do Porto.
O jardim encerra uma grande fitodiversidade, ostentando plantas dos vários cantos do mundo, como a árvore-das-salsichas (Kigelia africana) originária da África Tropical, a garcínia ou mangostão (Garcinia xanthochymus) da Índia, Bangladesh e Malásia, a planta-dos-dentes (Plumeria rubra var. acutifolia) do México e o pândano (Pandanus utilis) de Madagáscar. As plantas da flora da Madeira também estão representadas, existindo 2 barbusanos (Apollonias barbujana), 2 dragoeiros (Dracaena draco ssp. draco), 1 pau-branco (Picconia excelsa) e 4 tis (Ocotea foetens).
A 21 de agosto de 1992, foi inaugurado o auditório e anfiteatro onde se realizam diversas actividades lúdico-culturais ao longo de todo o ano.
Este espaço verde dispõe igualmente, de um bar-esplanada, um quiosque e uma pequena lagoa povoada por cisnes e patos, com repuxos e com um motivo escultórico em mármore, vulgarmente conhecido por “Meninos” assente sobre base de betão revestida a feijoco, da autoria de António Maria Ribeiro (1943).

## Galeria de imagens

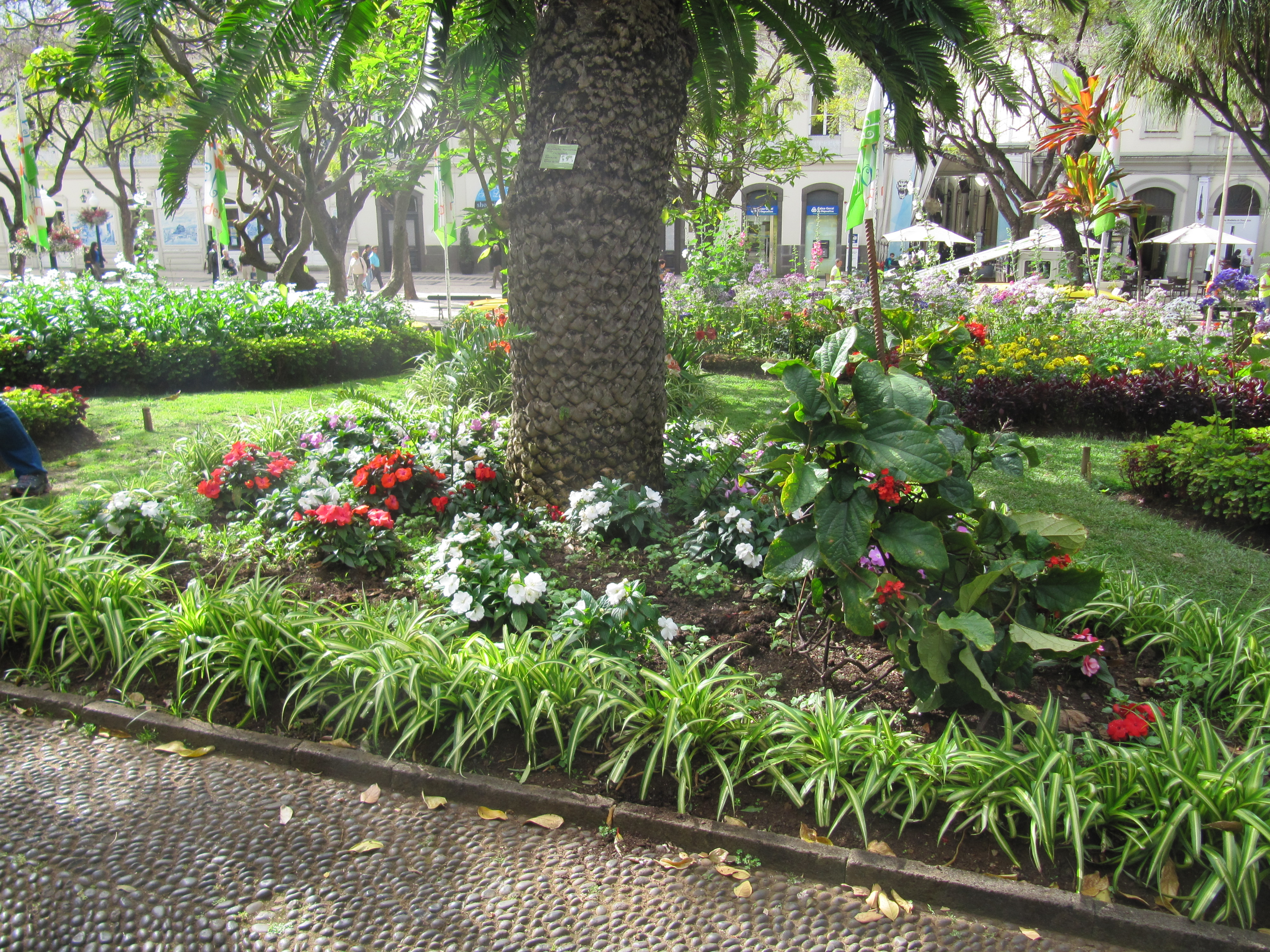
Jardim Municipal do Funchal, vista para a Avenida Arriaga
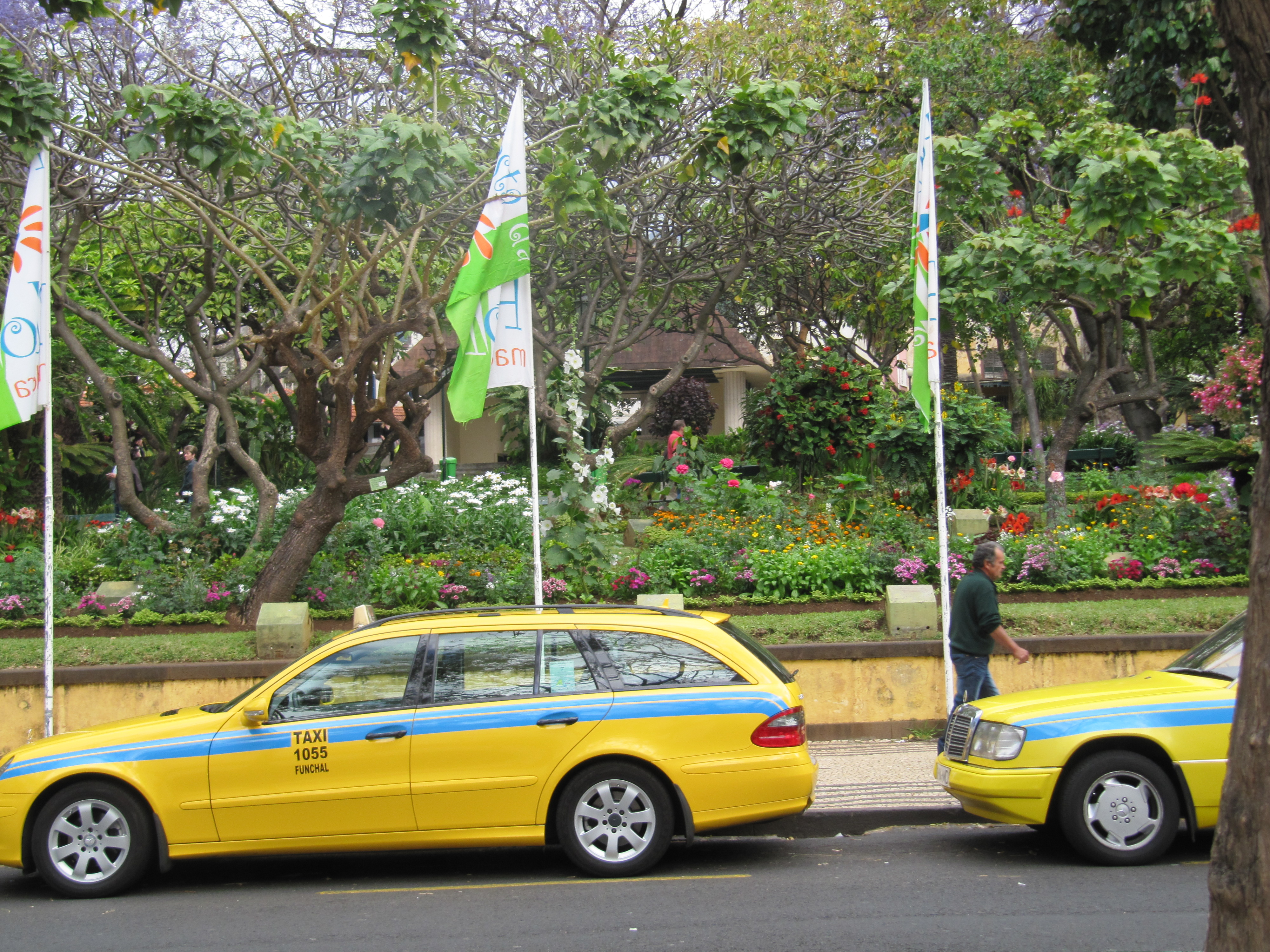
Praça de táxis a sul do Jardim Municipal, na Avenida Arriaga
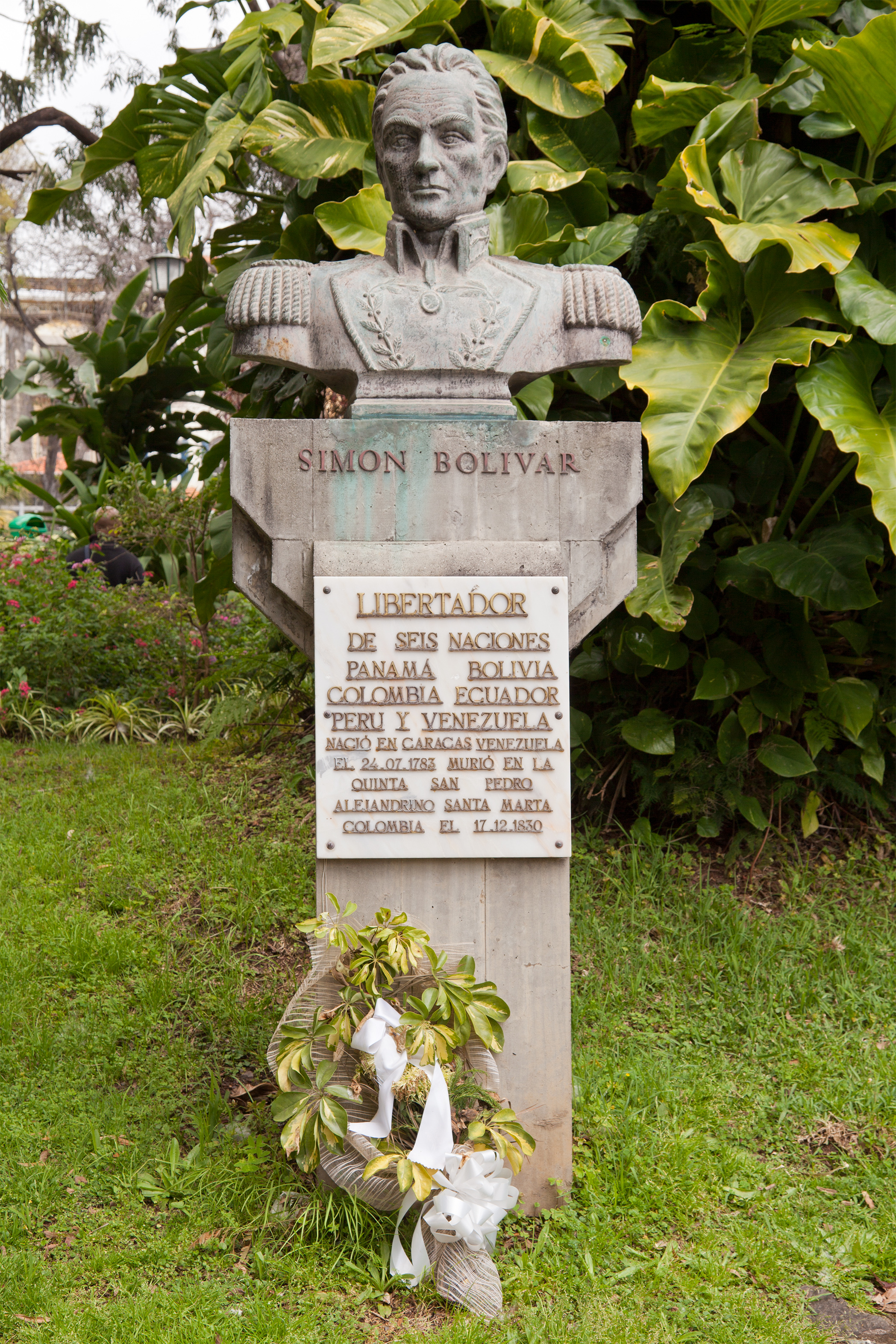
Busto de Simón Bolívar no Jardim
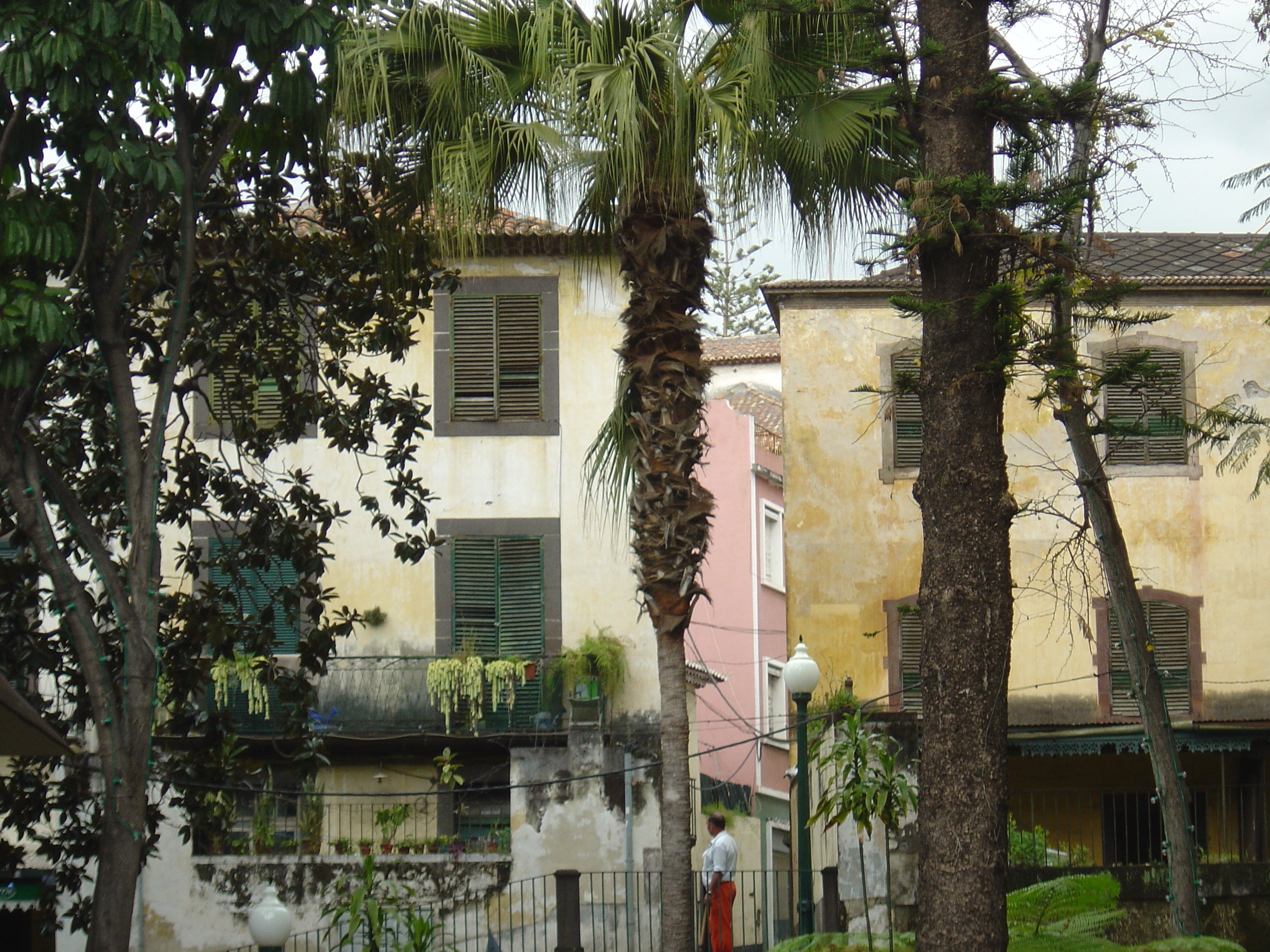
Vista do Jardim para a Rua Ivens
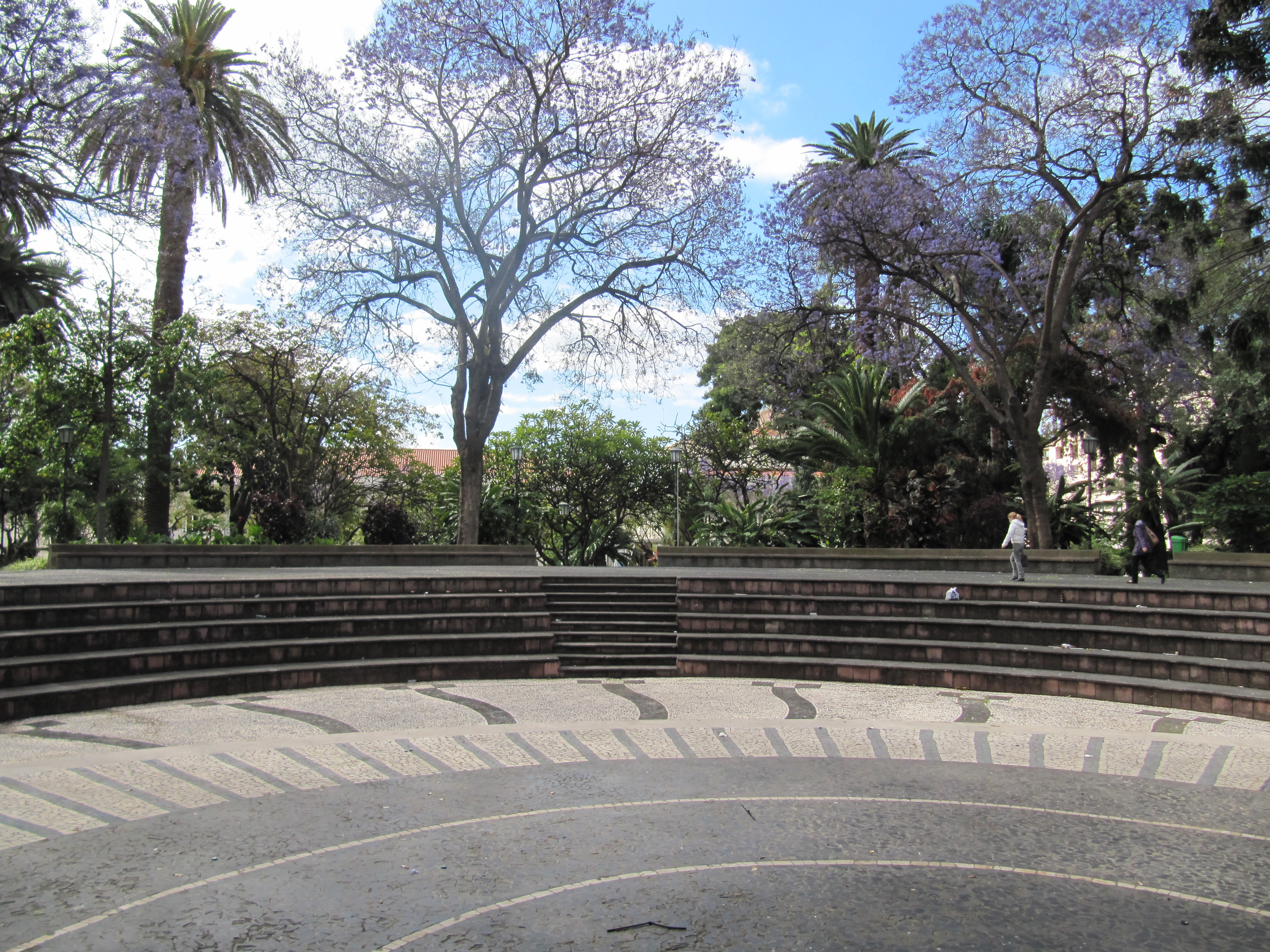
Vista do palco do Auditório do Jardim Municipal
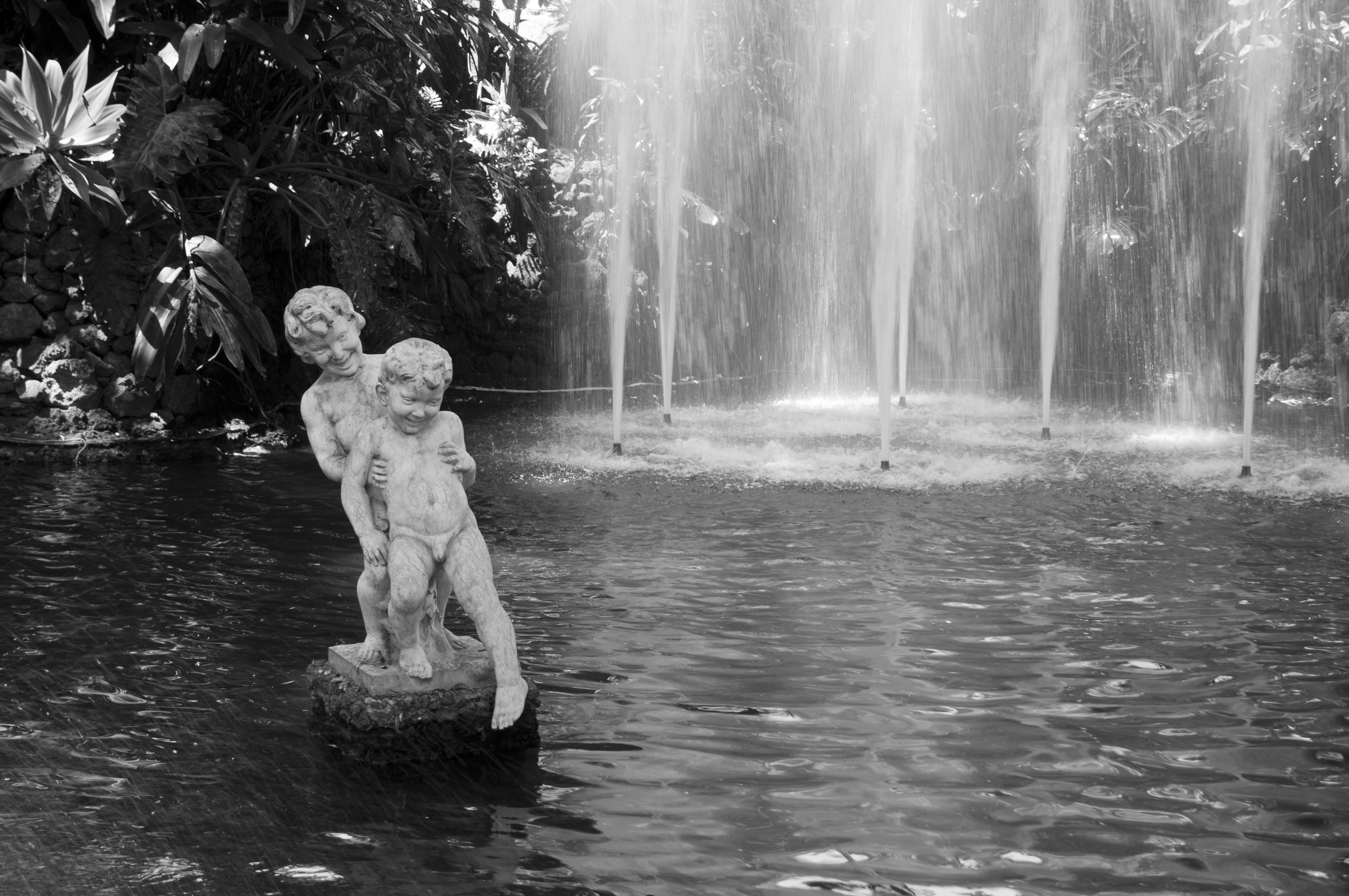
"Meninos", da autoria de António Maria Ribeiro (1943), na lagoa de cisnes e patos no Jardim
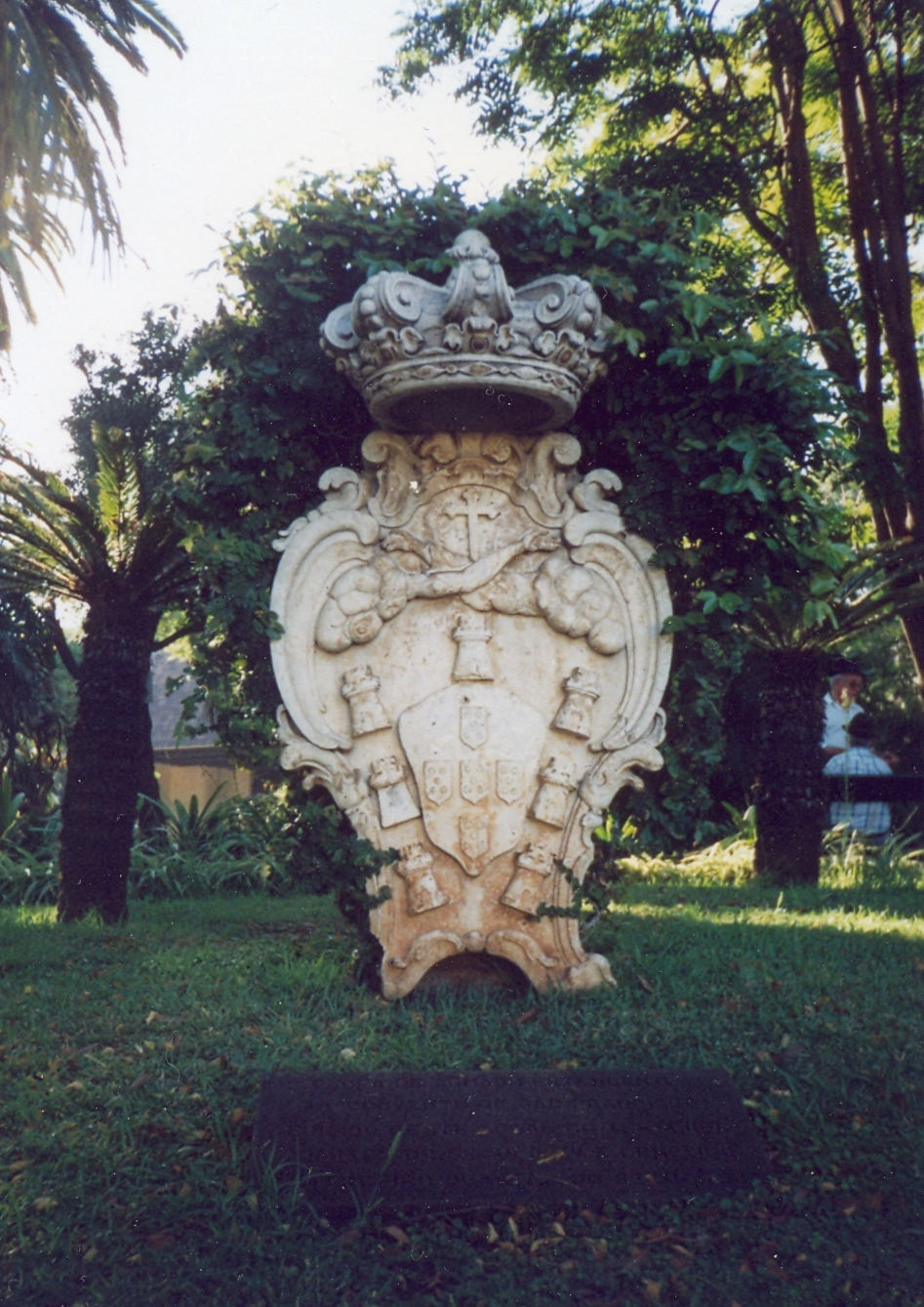
Pedra de armas do antigo Convento de S. Francisco
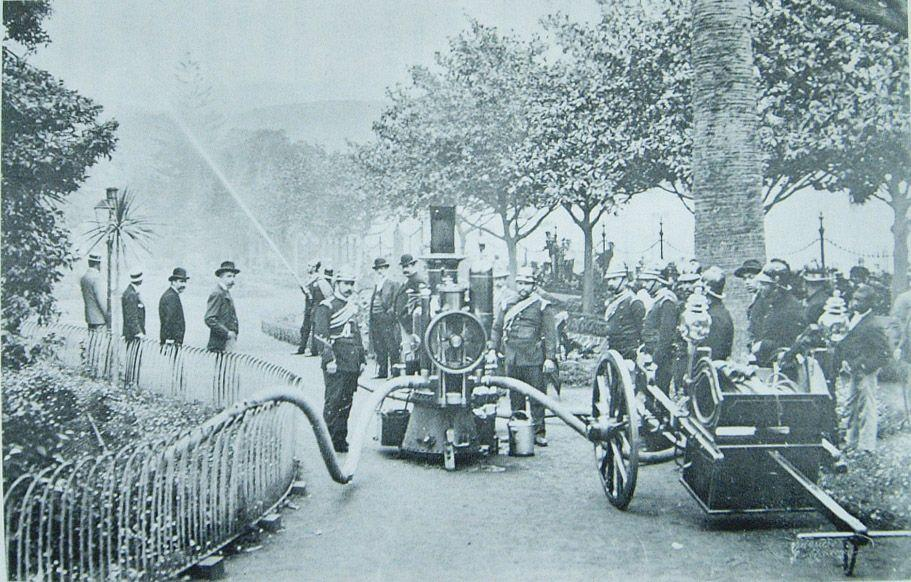
Inauguração da bomba a vapor no Jardim Municipal, 1900
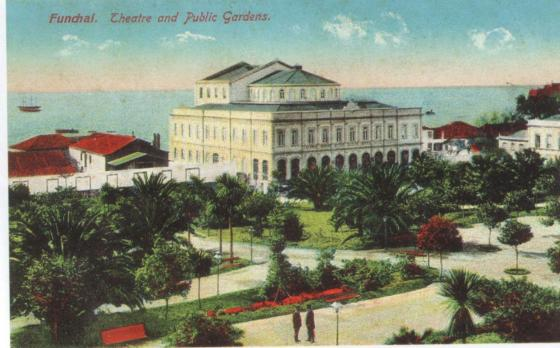
Teatro, em segundo plano, e Jardim, em primeiro, Municipais do Funchal, 1900
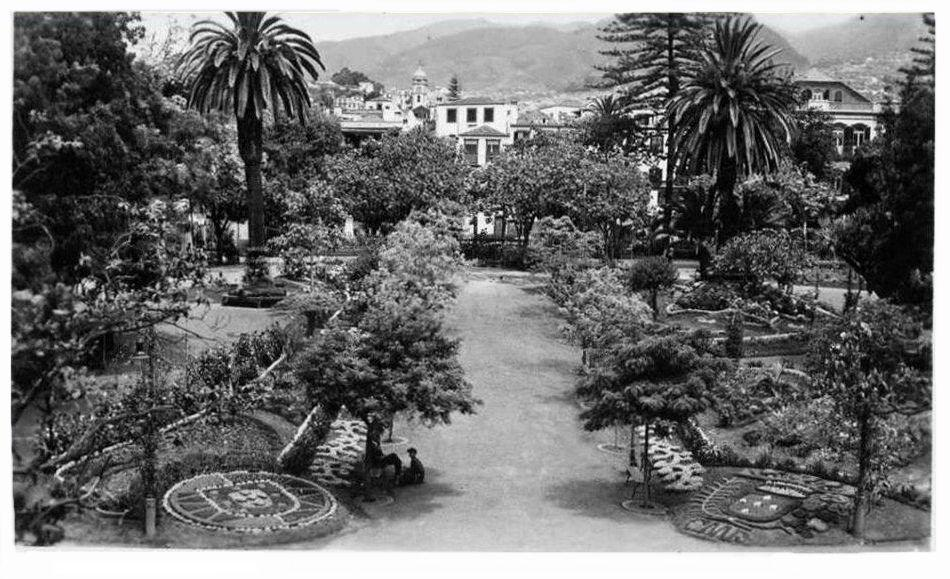
Jardim Municipal do Funchal, c. 1942
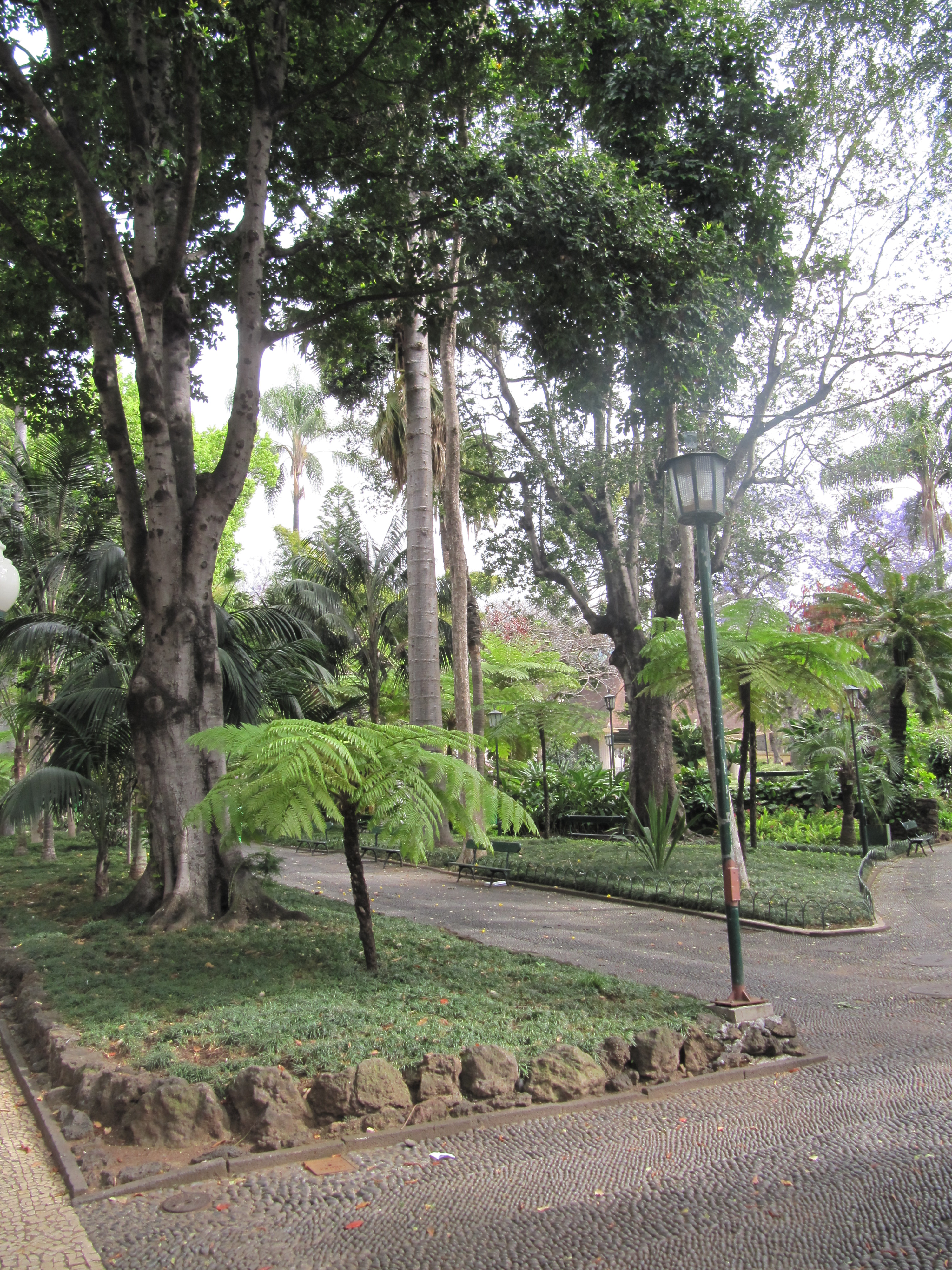
Alamedas no Jardim Municipal